# 凯德尔
凯德尔（英語：Cadder）是苏格兰东邓巴顿郡毕晓普布里格斯镇的一个区。该村庄位于福斯-克莱德运河沿岸，同时也在开尔文河南岸0.5公里处。它距离格拉斯哥市中心约7公里，毕晓普布里格斯镇中心约1.5公里。该地以安多宁长城的考古发现而出名。
在格拉斯哥兰布希尔地区有一个类似名称的议会住房计划地区，它距离运河西南约5公里，建于20世纪50年代初。

## 历史

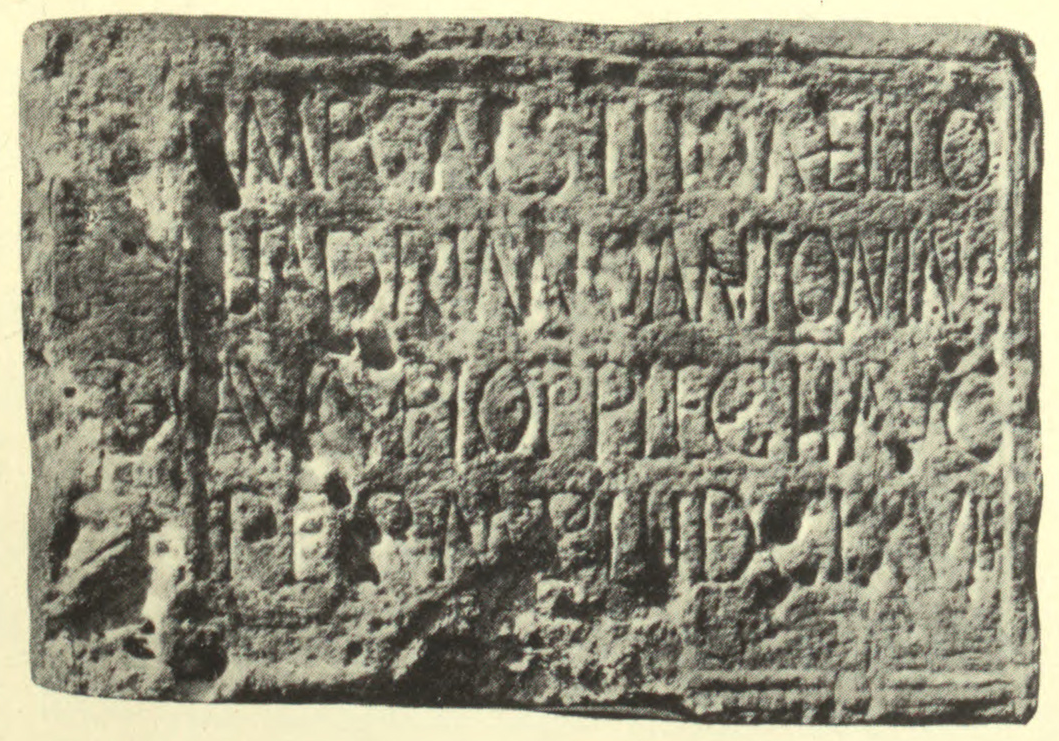
在凯德尔别墅（Cawder House）发现的第二奥古斯塔军团用于记录行军里程的石板。

凯德尔是罗马帝国时代的防御工事——安多宁长城的一部分，考古学家在这里发现了古罗马兵营的遗迹。

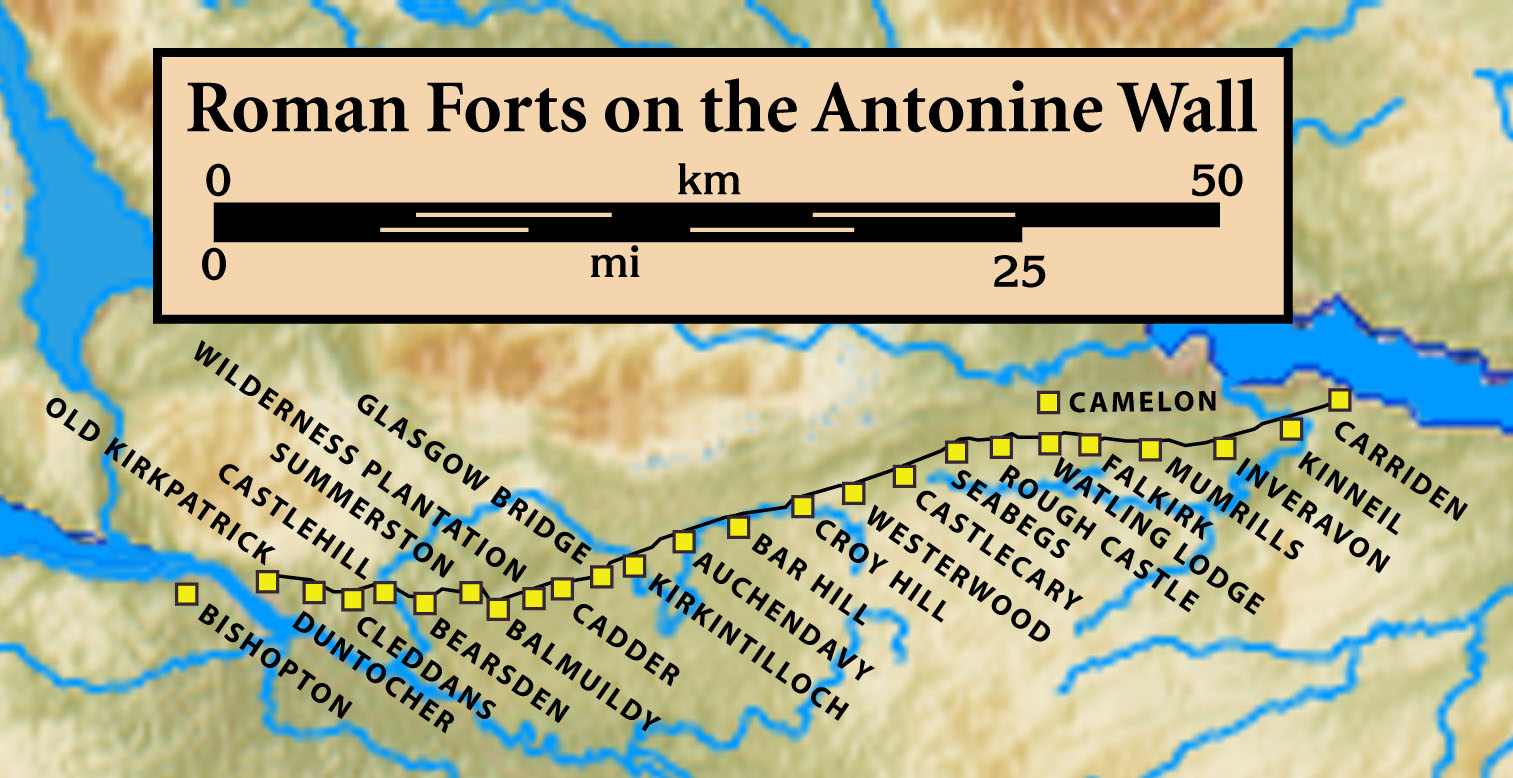
安东尼长城

## 图集

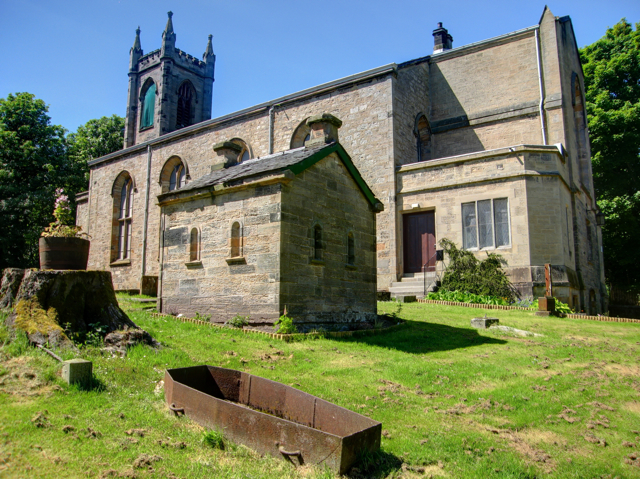
凯德尔教区教堂里的看守所
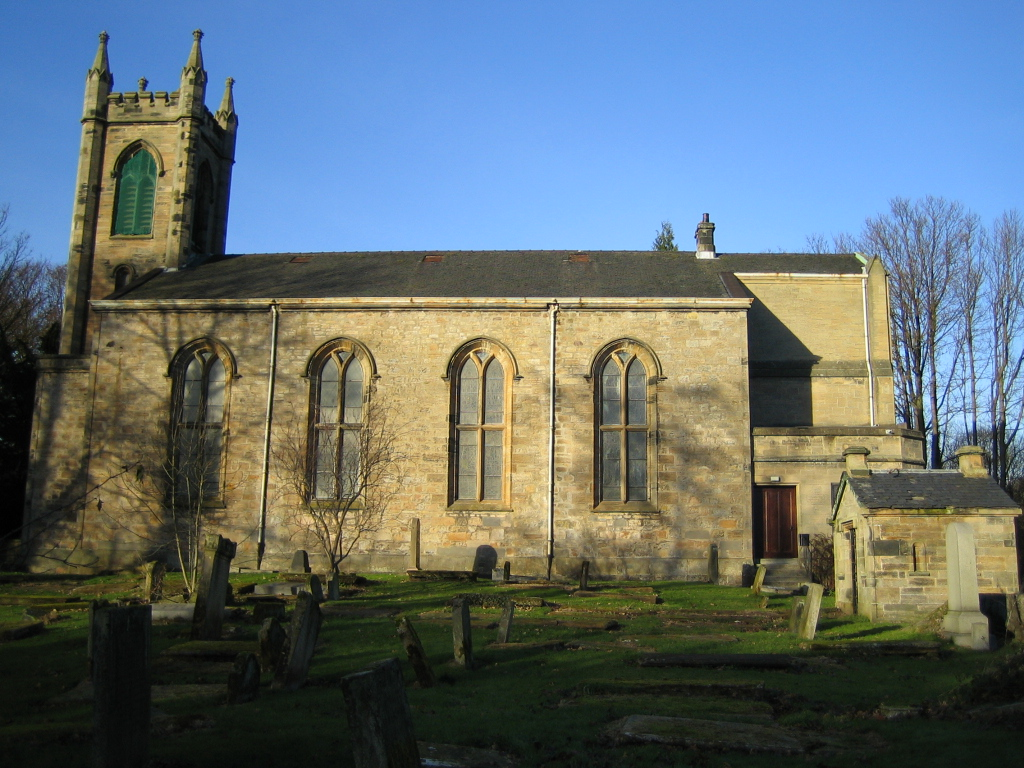
冬日的教堂
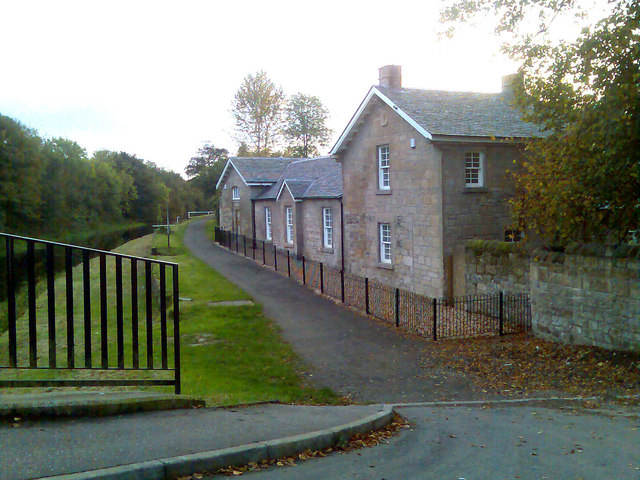
住宅区
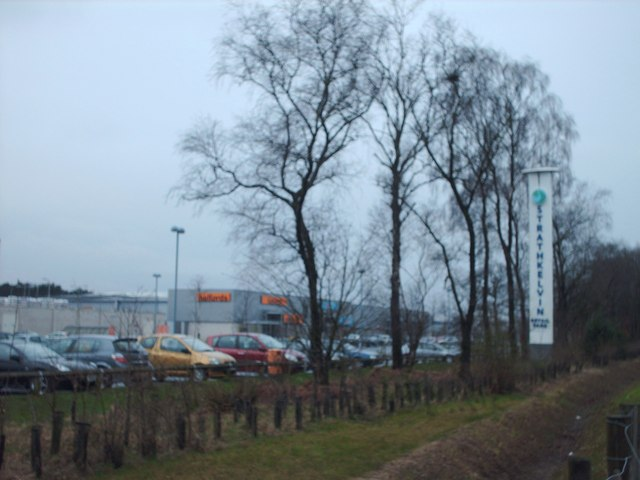
公园
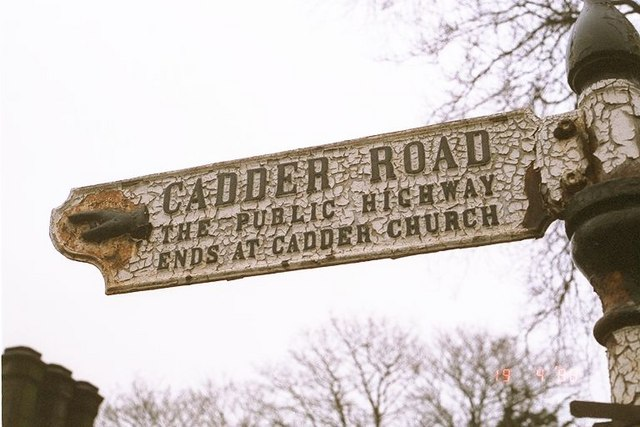
路牌